# 理豊女王
理豊女王（りほうじょおう、寛文12年5月26日（1672年6月21日） - 延享2年5月12日（1745年6月11日））は、後西天皇の第十一皇女。母は典侍の清閑寺共子。幼名は橿宮、追号は本覚院、法名は徳巌理豊。
天和3年（1683年）宝鏡寺に入って理忠女王のもとで得度し、元禄2年（1689年）宝鏡寺22世門跡となり寺勢の興隆につとめ中興の祖ともされる。宝永4年（1707年）景愛寺住持となり紫衣を許された。絵を狩野周信に学び、また能書家であり各地に額字を揮毫している。墓所は 真如寺内の宝鏡寺宮陵にある。